# Pascal Koupaki

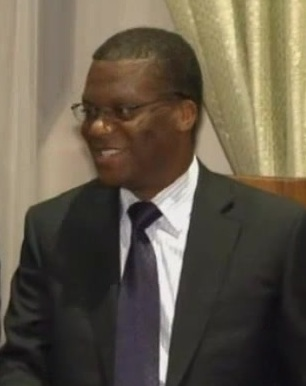
Pascal Koupaki, 2012

Pascal Irénée Koupaki (* 18. Mai 1951 in Cotonou, Dahomey) ist ein Politiker aus Benin.

## Leben
Koupaki war von September 1979 bis Dezember 1990 für die Westafrikanische Zentralbank in Dakar tätig. Von 2006 bis 2007 war er Finanzminister, von 2007 bis 2011 Minister für Entwicklung. Im Mai 2011 folgte er Adrien Houngbédji als Premierminister von Benin. Am 11. August 2013 bildete Präsident Boni Yayi das Kabinett um, das Amt des Premierministers wurde abgeschafft, Koupaki ist im neuen Kabinett nicht mehr vertreten. Bei der Präsidentschaftswahl in Benin 2016 trat Koupaki als Kandidat an. Die auf ihn entfallenen Stimmen reichten nicht für die Stichwahl. Er ist Mitglied der Partei Forces Cauris pour un Bénin émergent.